# Висока вулиця (Конотоп)

Вулиця Висока — вулиця міста Конотоп Сумської області.

## Розташування
Розташована на лівому березі високої надзаплавної тераси річки Єзуч. Пролягає від вулиці Джохара Дудаєва до вулиці Романа Шухевича.

## Назва
Назва відбиває особливості рельєфу, на якому розташована вулиця. Розташовувалась вище інших вулиць міста на час свого виникнення.

## Історія
Існує з XVIII століття. Вперше згадується у 1782 році.
Перша назва вулиці — Висока Рудковка.
28 червня 1929 року вперше згадується як вулиця Висока.